# Rose Marie Dähncke
Rose Marie Dähncke (n. 10 februarie 1925, Prusia Răsăriteană) este o botanistă, micologă, fotografă germană și o scriitoare bine cunoscută de cărți micologice precum de cele despre căutarea resurselor de hrană sălbatică și gătitul cu alimente furajere și de bucătărie. În special este cunoscută pentru studiile ei despre ciupercile din La Palma. Abrevierea numelui ei în cărți științifice este Dähncke.

## Familie
Strămoșii familiei au fost foarte aventuroși - au emigrat în Australia împreună cu căutătorii de aur și s-au stabilit în Noua Zeelandă. Ori de câte ori era însărcinată, străbunica ei se întorcea în patria ei Prusia de Est pentru a avea copilul acolo. De fiecare dată, călătoria durase șase luni. Doar al șaselea copil s-a născut în Noua Zeelandă, adică bunica ei Rosi, care s-a căsătorit cu un proprietar de conac în Brinsdorf (Silesia de Sus), a fost pasionată de bureții, mergând la vânătoare de ciuperci cu servitoarele. 

## Anii până în 1945

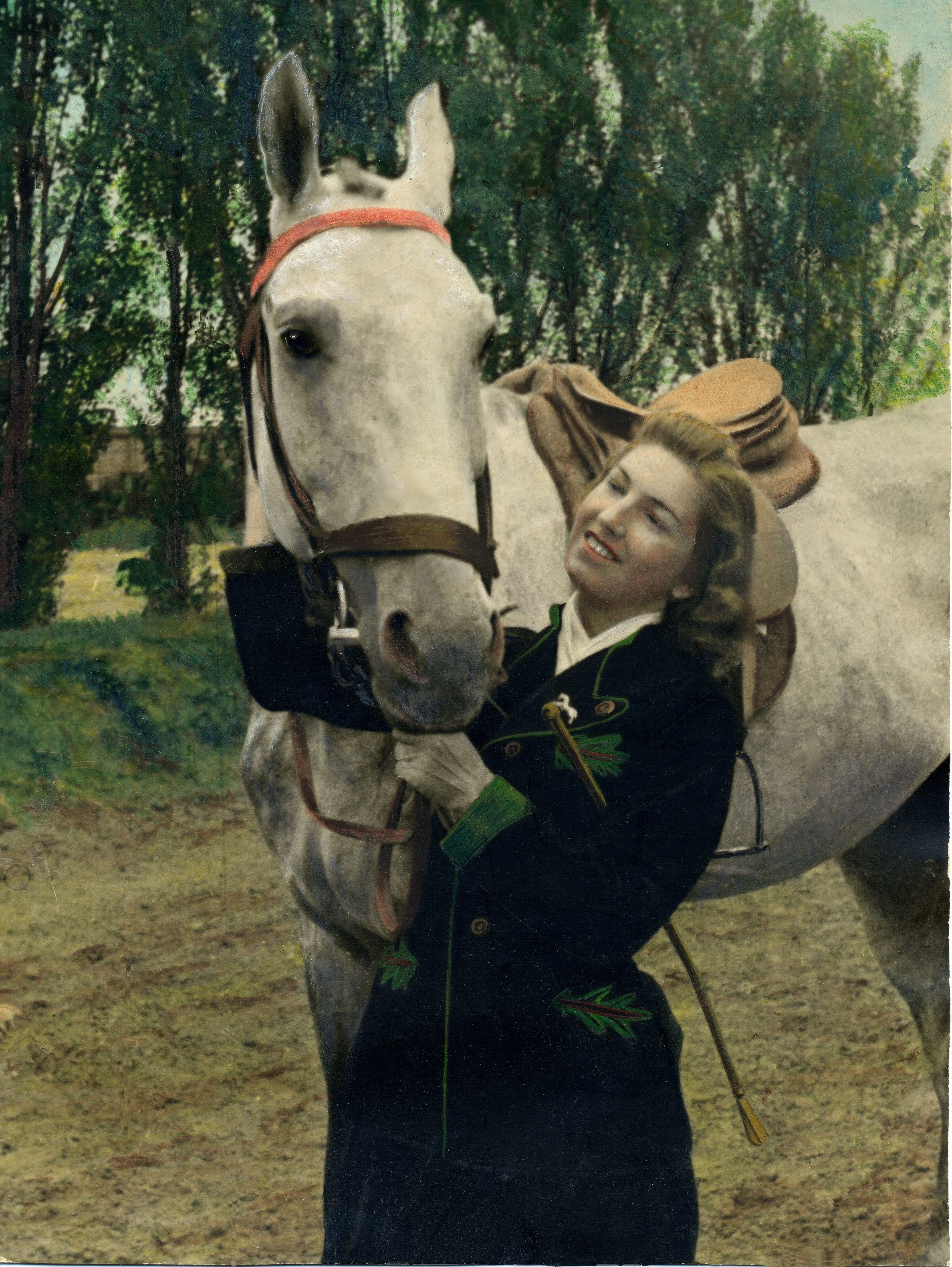
Rose Marie Dähncke, 1946

Rose Marie s-a născut ca singurul copil al soților Heinrich Kerszebinsky, inginer de geodezie și a Marthei, născută Syska în Prusia de Est (și nu la Lübeck). Acolo s-a refugiat familia după Al Doilea Război Mondial (vezi mai jos). Și-a petrecut primii ani de copilărie pe moșia bunicului ei din Brinsdorf în Pomerania. Familia a locuit apoi câțiva ani în Niederfinow (Brandenburg). În 1929 s-a mutat la Fürstenwalde/Spree în estul Landului, unde a urmat școala elementară și gimnazială. Din 1939, Dähncke a absolvit o ucenicie de doi ani la „Școala de Afaceri” din Berlin, pe care a terminat-o cu o diplomă de secretară. Deja de mică a fost instruită de bunica și mama ei în identificarea ciupercilor și bacelor pe excursii întinse.
În Al Doilea Război Mondial, Dähncke a lucrat mai întâi din 1941 ca secretară unui locotenent-colonel la „Parcul de Pionieri Fürstenwalde”, apoi pentru un antreprenor de inginerie civilă. În 1943, la vârsta de 18 ani, a trebuit să aducă 250.000 de Reichsmark (1 Reichsmark 1937 = € 4,30) din Führerbunker de la Berlin pentru munca efectuată de companie.
Scurt timp mai târziu, Dähncke a fost obligată să urmeze un curs de sudorii în Cottbus și apoi a fost folosită pentru lucrări de sudare. După o boală, a fost din nou angajată ca secretară la „Înaltul Comandament al Wehrmacht-ului” din Fürstenwalde. 
Spre sfârșitul războiului, în 1945, mama ei s-a refugiat cu ea la rude în Lübeck pentru a scăpa de ruși. În 1946, Rose a primit acolo un loc de muncă ca secretară la șeful clinicii de dermatologie din Lübeck.

## Anii după 1945
Dar deja din 1945, a început să studieze ciupercile cu ajutorul de doi micologi, anume farmacistul dr. Paul Pawlenka și profesorul de studii superioare dr. Walter Schwedesky. După câțiva ani de practică, a fost declarată consultantă în ciuperci de către profesorii ei. Deja la vârsta de 20 de ani în timpul „uceniciei” ei la Lübeck a început să documenteze bureții cu aparatul fotografic - în culoare, și asta în 1945! Ea a efectuat o muncă de pionierat și a creat baza pentru cărțile pe care le-a publicat în Germania după anii 1970 fiind primul cercetător care a publicat fotografii cu ciuperci, a căror acuratețe a trimis pe margine reprezentarea obișnuită anterior în acuarelă.
În 1951, Rose Marie Dähncke s-a căsătorit cu Friedrich Karl Heinrich Dähncke, pe atunci administrator al fabricii farmaceutice Brunnengräber din Lübeck, de care s-a divorțat în 1971. Singurul lor copil, Sabine Maria (n. 1953), este și ea micologă și scriitoare de cărți culinare în legătură cu ciupercile.

### În Hornberg

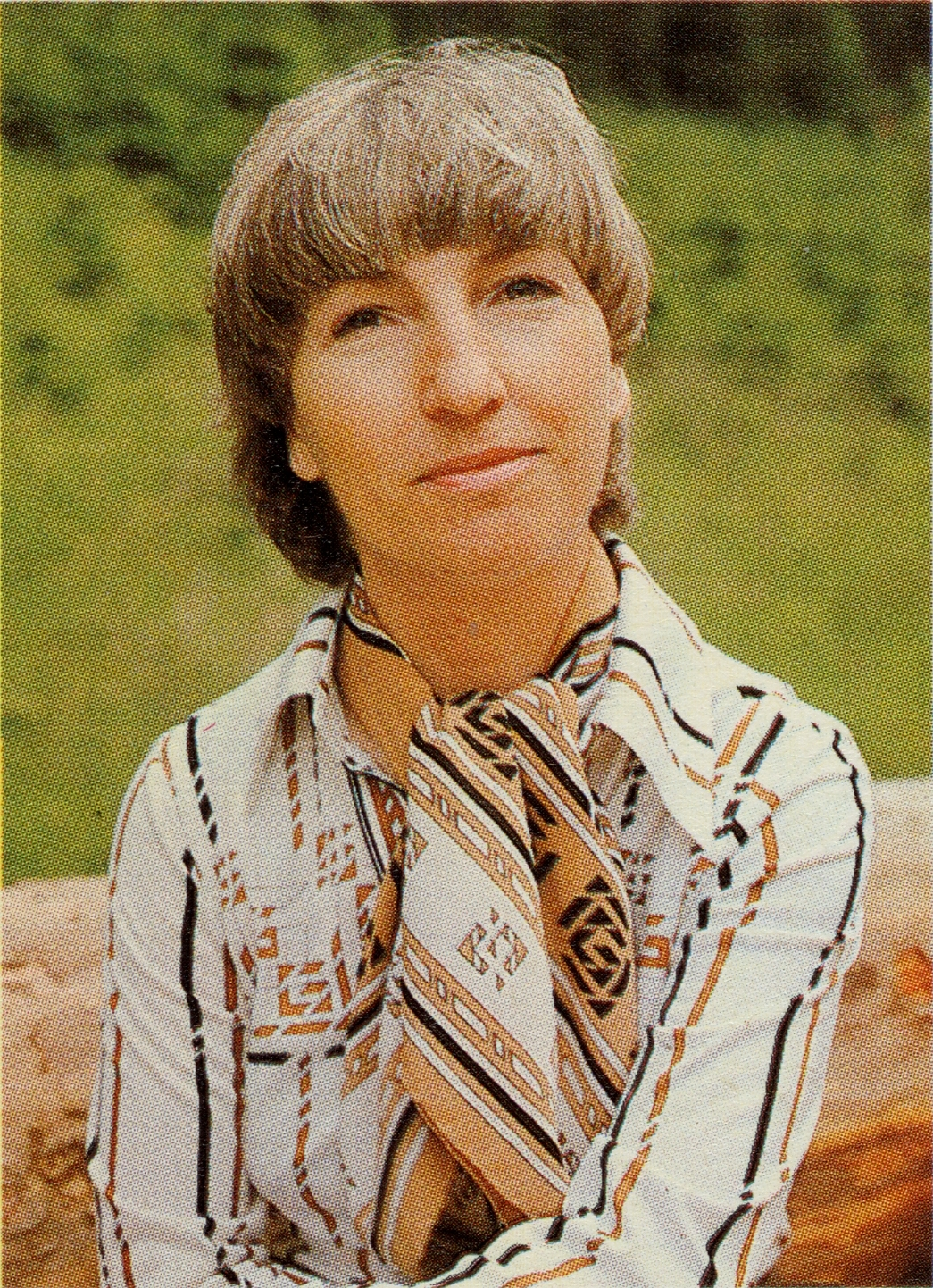
Rose Marie Dähncke, 1974

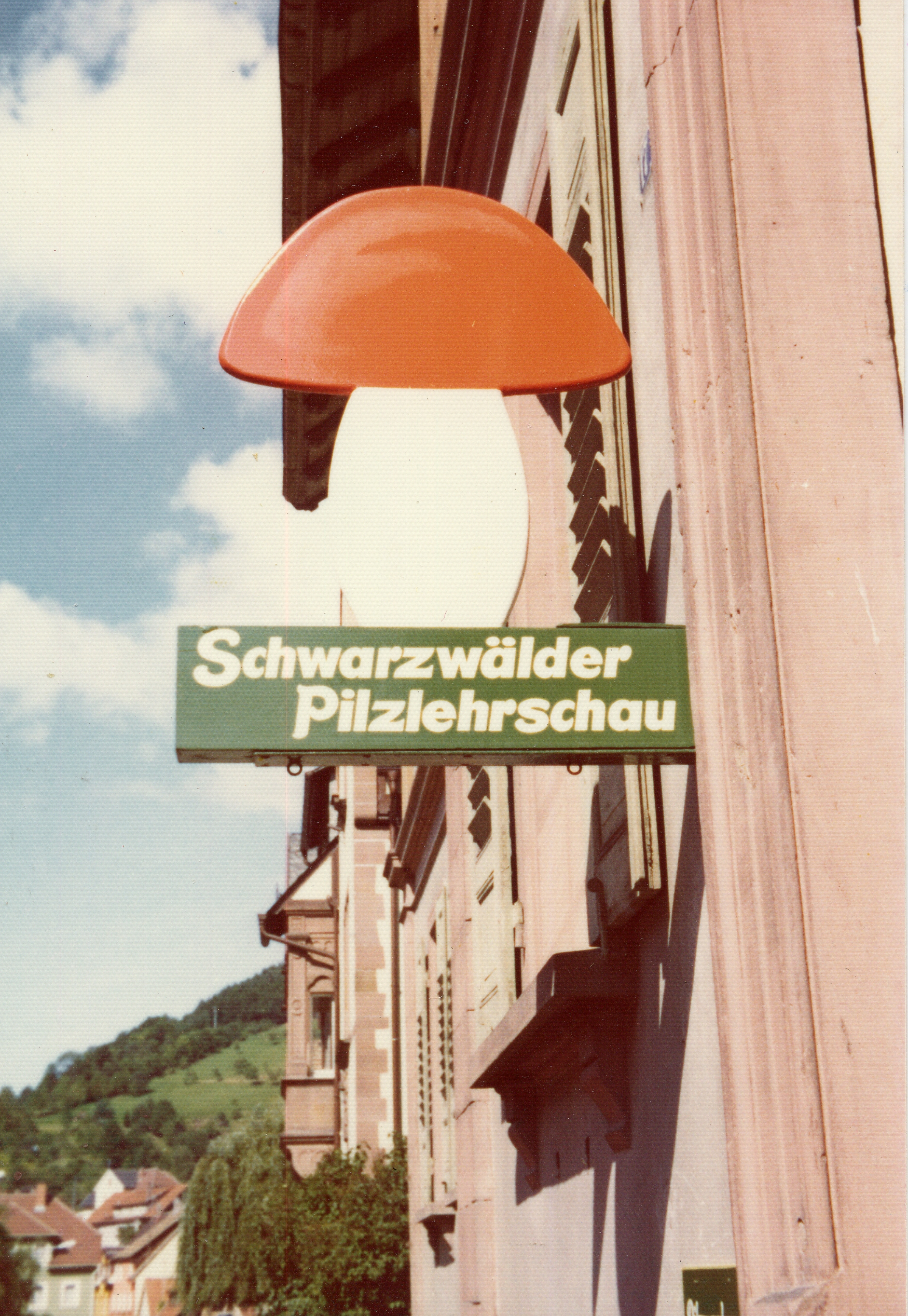
Schwarzwälder Pilzlehrschau, panou

După ce soții s-au divorțat, Rose Marie Dähncke a plecat la Hornberg, unde a susținut examenul pentru a deveni expert în ciuperci la cunoscutul biolog și micolog Hans Haas (1904-2003), președinte de onoare al DGfM (Asociația Germană pentru Micologie).
Din 1972 a regizat instituția municipală Schwarzwälder Pilzlehrschau (o reprezentare cu predare a ciupercilor din Pădurea Neagră), preluată de la rectorul Max Hetzel care originar înființase o expoziție de ciuperci (1962). Mai departe a extins site-ul într-o instituție de predare, preluând personal instruirea și examinarea de peste 500 consultanți în ciuperci în numele Societății Germane pentru Micologie, ceea ce a corespuns la peste o treime din toți consultanții germani în ciuperci la acea vreme. Până la  încheierea activității ei în 1979, Dähncke a crescut semnificativ profilul școlii. În 1974, orașul Hornberg i-a oferit o bucată de pădure în Steinbis, unde a fost prima din Germania care a plantat culturi mai mari de ciuperci cultivate. În această perioadă  Dähncke a scris între altele Pilzkompass („Compasul ciupercilor”, 1976, 5 ediții), Beerenkompass („Compasul bacelor”, 1977, 6 ediții), Wie erkenne ich die Pilze? („Cum identific ciupercile?”, 1979) și prima mare lucrare : 700 Pilze in Farbfotos („700 de ciuperci în fotografii color”, 1979, 2 ediții). Deja în 1975 a publicat Pilzsammlers Kochbuch („Carte de bucate pentru culegătorul de ciuperci”), în două ediții, fiind prima carte de bucate cu ciuperci scrisă vreodată în Germania, pentru care a primit medalia de aur de către Academia Gastronomică Germană. 

### Pe insula La Palma

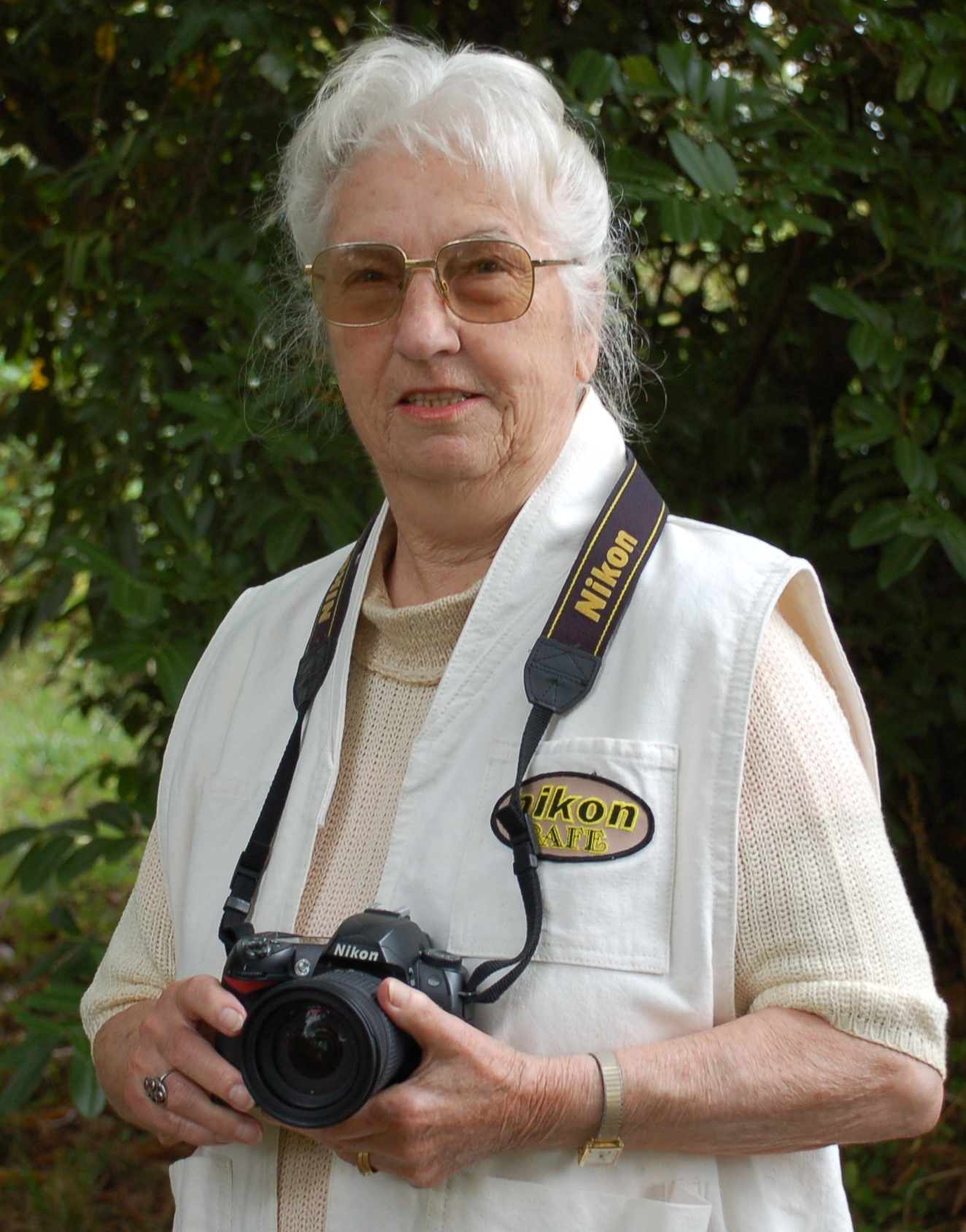
Rose Marie Dähncke, 2011

Când în 1979, Dähncke a vizitat Insulele Canare, La Palma a impresionat-o cel mai mult. Astfel, împreună cu fiica ei, au decis să emigreze pe insulă și să cumpere un conac (o fincă). În noua lor casă, Dähncke a continuat să se ocupe intensiv cu ciupercile.
Dar mai întâi (1981-1985) a scris în domeniul culinar. Astfel a dezvoltat propriile rețete care au fost publicate în mai multe cărți de bucate, de exemplu  în Mein Inselkochbuch („Cartea mea de bucate ale insulei”, 1983) sau Schlemmereien aus Wald und Wiese: Wildkräuter, Beeren, Nüsse und Pilze leicht erkennen und schmackhaft zubereiten („Benchetuiri din pădure și pajiști: identificație ușoară a ierburilor sălbatice, bacelor, nucilor și ciupercilor și pregătirea lor într-un mod gustos” 1984, împreună cu fiica ei Sabine Maria).
De-a lungul anilor, Dähncke a identificat peste 1.300 de specii de ciuperci pe La Palma și a scris prima carte despre ciupercile insulei, anume Las setas en La Palma (1998). Împreună cu alți autori, ea a reușit 35 de prim-descrieri de specii. Speciile Entoloma rosemariae, Leucoagaricus rosemariae și Lyophyllum rosae mariae au fost numite după ea. Guvernul insulei a luat-o în seamă și a comandat două CD-uri cu tematica ciuperci și cursuri de ciuperci pentru angajații departamentului Medio Ambiente. În fiecare an, Rose Marie Dähncke organizează o întâlnire micologică la care participă profesioniști din multe țări europene. Pe Insulele Canare a fost onorată cu titlul  La Gran Dama de las Setas. În plus, a fondat asociația Sociedad Micológica La Palma și a fost numită președinte de onoare.
Cea mai prestigioasă carte micologică este 1200 Pilze in Farbfotos („1200 de ciuperci în foto color, 4 ediții) publicată în Germania în 2001. Tomul, care cântărește două kilograme și jumătate, a fost deja vândut de mult peste 100.000 de ori, fiind considerat o lucrare standard de către micologi și este încă disponibil comercial astăzi. Autorul atribuie cifrele mari de vânzări ale cărții cu spectrul larg al grupului țintă: „Este destinat atât utilizatorilor avansați curioși, persoanelor care doresc să determine lucrurile, cât și oamenilor de știință care nu au timp să caute ciuperci”. În legătură cu această carte a explicat cum funcționează pregătirea științifică: „Fotografiez ciupercile, salvez imaginile pe computer, tipăresc fișe cu descrierea tuturor caracteristicilor distinctive ale ciupercii proaspete, cum ar fi mirosul, gustul, decolorarea și multe altele, folosesc microscopul, apoi speciile se usucă, etichetează și înregistrează. Pentru o determinare precisă, cooperarea cu experții internaționali în gen este adesea necesară. Motiv: Unele familii de ciuperci au 150 de membri și mai mult.”
Din 2015, o bibliotecă extinsă cu 150 de cărți despre ciuperci este disponibilă pentru studii în Centro de Micología DÄHNCKE în Museo Casa Roja (Muzeul Roșu) din orășelul Villa de Mazo. Sunt completate de aproximativ 4.000 de fișe cu ciupercile din La Palma, fiecare tip include fotografii, descrieri de ciuperci proaspete și micro-desene.
Mai trebuie menționat că timp de zece ani, din 1983 până în 1993, a fost în parteneriat cu Carlos Camprubi, designer de grădină, cultivator de orhidee și trandafiri. Rose Marie Dähncke își dedică timpul liber orhideelor și picturii în acuarelă; a expus de mai multe ori în instituțiile municipale din La Palma.
Rose Marie Dähncke mai trăiește (august 2022), anume în conacul (finca) ei Los Castañeros în estul insulei La Palma.
- Referințe pentru biografie: [1][3][4][5][6][7]

## Onoruri
- Medalia de aur a Academiei Gastronomice Germane
- Președinte de onoare al Societății Micologice de La Palma
- Membru de onoare al Societății Micologice de Gran Canaria

## Specii de ciuperci descrise de Dähncke (selecție)
Următoarele specii descoperite de Rose Marie Dähncke au fost publicate preponderent în colaborare cu micologii italieni Marco Contu și Alfredo Vizzini.
- Clitopilus canariensis Dähncke (2011)
- Clitopilus rubroparvulus Dähncke (2011)
- Cordyceps longisegmentis Dähncke (1994)
- Entoloma chalybescens Wölfel, Noordel. & Dähncke (2001)
- Entoloma chytrophilum Wölfel, Noordel. & Dähncke (2001)
- Entoloma palmense Wölfel, Noordel. & Dähncke (2001)
- Leucoagaricus nigrodiscus Dähncke (2010)
- Leucocoprinus brunneotegulis Dähncke (2010)
- Lyophyllum fuscobrunneum Dähncke (2011)
- Lyophyllum impudicum Dähncke (2011)
- Stropharia aeruginosa f. azafranoides Dähncke (2010)

## Specii de ciuperci denumite în onoarea micologei
- Entoloma rosemariae Wölfel & Noordel. (2001)
- Leucoagaricus rosemariae P.Mohr (2007)
- Lyophyllum rosae mariae Vizzini & Contu (2010)

## Publicații
Dähncke a publicat peste 30 de cărți populare și articole științifice, între altele:
- Pilzsammlers Kochbuch, 2 ediții, Editura Gräfe und Unzer, München 1975, ISBN 3-7742-1621-5
- Pilzkompass, 5 ediții, Editura  Gräfe und Unzer, München 1976, ISBN 3-7742-1623-1 (ultima ediție la Gräfe und Unzer, München 1985, ISBN 3-7742-1632-0)
- Beerenkompass,, 6 ediții, Editura Gräfe und Unzer, München 1977, ISBN 3-7742-1625-8. (ultima ediție la Editura Everest, 1990, ISBN 84-241-2636-X)
- Was ist was?, Editura Tessloff Verlag, Hamburg 1977, ISBN 3-7886-0273-2
- Wie erkenne ich die Pilze? AT-Verlag, Aarau - Stuttgart 1978, ISBN 3-85502-039-6
- Schlemmereien aus Wald und Wiese. AT-Verlag, Aarau - Stuttgart 1979, ISBN 3-85502-054-X
- Reise in die Pilzwelt. AT-Verlag, Aarau - Stuttgart 1979, ISBN 3-85502-051-5
- Rose Marie și Sabine Maria Dähncke: 700 Pilze in Farbfotos Editura AT Verlag, Aarau - Stuttgart 1979 și 1980, p. 430, ISBN 978-3-8550-2045-0
- Wie erkenne ich die Pilze: Einführung in die Pilzkunde für Speisepilzsammler und Botaniker, Editura AT Verlag, Aarau - Stuttgart 1980, ISBN 978-38550-2039-3
- Rose Marie Dähncke:  Janine Cyrot Janine; Dähncke, Sabine Maria Les Baies: comment déterminer correctement les baies comestibles et les baies toxiques, Editura F. Nathan, Paris 1981, ISBN 978-2-09278-305-4 (împreună cu  Janine Cyrot și fiica Sabine Maria)
- Brot, das jeder backen kann, 5 ediții, AT-Verlag, Aarau - Stuttgart 1981, ISBN 3-85502-130-9 (ultima ediție la AT-Verlag, Aarau 1987, ISBN 3-85502-130-9)
- Das praktische Pilzkochbuch,  Editura Gräfe und Unzer, München 1983, ISBN 3-7742-1637-1
- Mein Inselkochbuch Editura AT-Verlag, Aarau - Stuttgart 1983, ISBN 3-85502-176-7
- Eiscreme unübertrefflich selbst gemacht, Editura AT-Verlag, Aarau 1983, ISBN 3-85502-163-5
- Schlemmereien aus Wald und Wiese: Wildkräuter, Beeren, Nüsse und Pilze leicht erkennen und schmackhaft zubereiten Editura AT Verlag, Aarau 1984,  ISBN 978-3-8550-2054-6 (împreună cu fiica ei Sabine Maria)
- Grundschule für Pilzsammler, 5 ediții, Editura AT Verlag, Aarau - Stuttgart 1985 (ultima ediție la Editura AT-Verlag, Aarau 1996, ISBN 3-85502-230-5)
- Liköre selber machen. Editura AT-Verlag, Aarau - Stuttgart 1985, ISBN 3-85502-239-9
- Rose Marie și Sabine Maria Dähncke: Pilze, Editura Silva, Zürich 1986
- Las setas: Die Pilze en La Palma Excmo. Cabildo Insular de la Palma, La Palma 1998, ISBN 978-8-48766-411-3
- 1200 Pilze in Farbfotos, 5 ediții, Editura AT Verlag, Aarau 2004, ISBN 978-3-8289-1619-8
- New taxa in the genus Lyophyllum s.l. from La Palma (Canary Islands, Spain), în: Mycotaxon, vol. 111, 2010, p. 323, ISSN 0093-4666  (împreună cu Marco Contu și Alfredo Vizzini)
- Two new species of Lyophyllum s.l. (Basidiomycota, Agaricomycetes) from La Palma (Canary Islands, Spain), în: Mycotaxon, vol. 115, nr. 1, 2011, p. 65-7, 1ISSN 0093-4666 (împreună cu Marco Contu și Alfredo Vizzini)
- Clitopilus canariensis (Basidiomycota, Entolomataceae), a new species in the C. nitellinus-complex (Clitopilus subg. Rhodophana) from the Canary Islands (Spain), în: Brittonia, vol. 63, nr. 4, 2011, p. 484–488. ISSN 0007-196X  (împreună cu Marco Contu și Alfredo Vizzini)